# Rue Yéo-Thomas
La rue Yéo-Thomas est une voie du 13e arrondissement de Paris, en France.

## Origine du nom
Elle porte le nom de l'agent secret britannique du SOE pendant la Seconde Guerre mondiale, Forest Yeo-Thomas (1901-1964), également connu sous le nom de « Lapin blanc ».

## Historique
La voie est créée en 1969 dans le cadre de l'aménagement de l'îlot des Deux-Moulins sous le nom provisoire de « voie AF/13 » et prend sa dénomination actuelle par arrêté municipal du 25 octobre 1972.
Elle reprend, à peu près, le tracé de l’ancienne rue Harvey.

## Bâtiments remarquables et lieux de mémoire
- Accès au square de la Raffinerie-Say.
- No 9 : collège Elsa-Triolet[2].

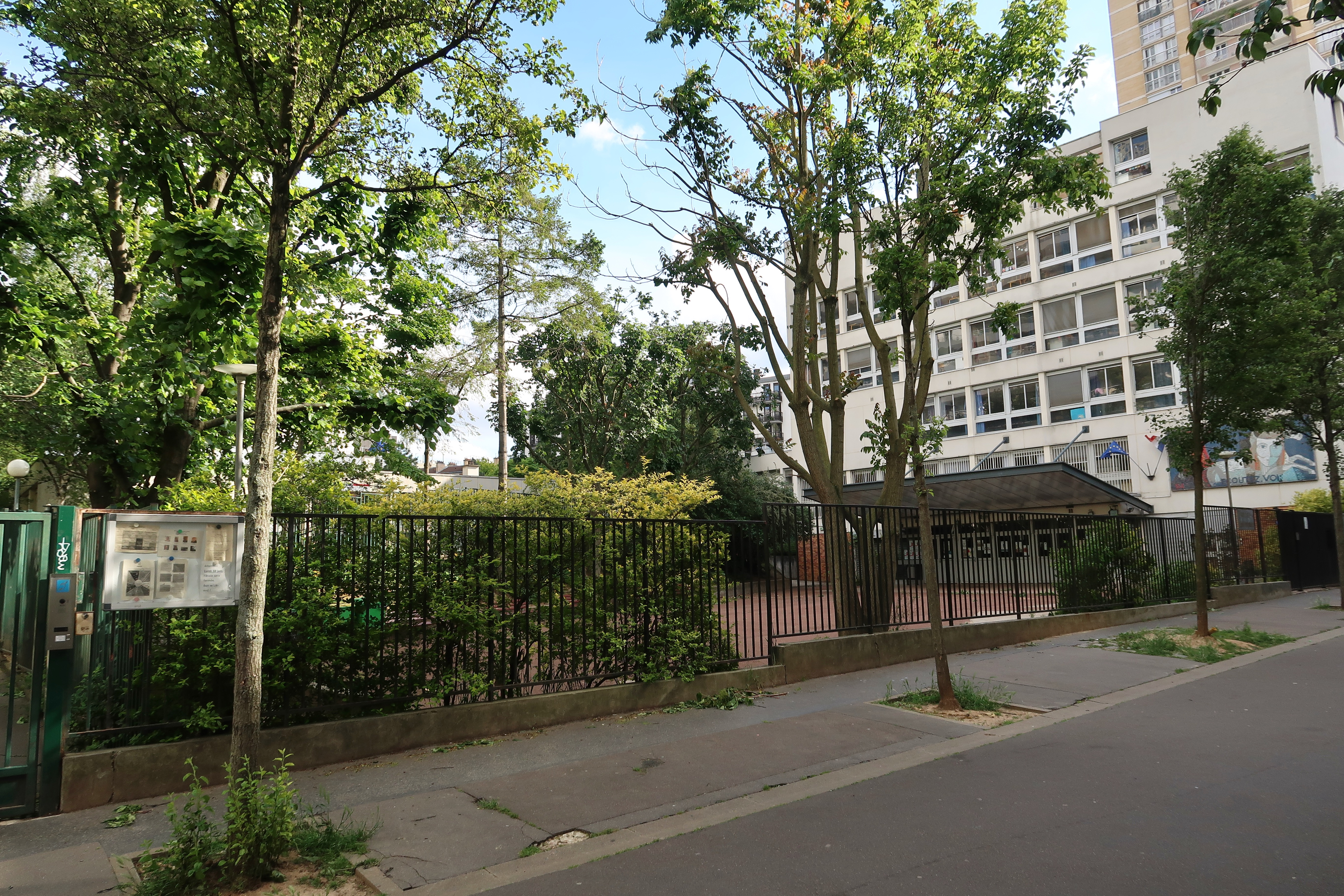
Collège au no 9.